# Nederlands Stripmuseum
Het Nederlands Stripmuseum in de stad Groningen was een museum gewijd aan het stripverhaal in het algemeen en aan de Nederlandstalige strip in het bijzonder. 
Het museum was gedurende vijftien jaar gevestigd in het winkelcentrum de Westerhaven. Eind 2019 verhuisde het in een kleinere vorm naar Forum Groningen onder de naam Storyworld, waarbij de focus echter meer op computerspellen en animaties komt te liggen.

## Geschiedenis
Het museum werd op 21 april 2004 geopend door burgemeester Jacques Wallage. Bij de opening in 2004 gaf de toenmalige Stripmuseum-voorzitter Bert Brink aan dat het terecht is dat dit museum in Groningen gevestigd was omdat de Nederlandse stripcultuur ook in deze stad is ontstaan. Rond 1850 vertaalde namelijk de Groninger dichter en schrijver J.J.A. Goeverneur de strip Monsieur Cryptogame van Rudolf Topffer. Deze vertaling met de titel Mijnheer Prikkebeen werd uitgegeven in Groningen.
In de eerste drie maanden na de opening kreeg het museum 18.000 bezoekers binnen terwijl er was gerekend op 14.000. Later steeg het bezoekersaantal naar 30.000 tot 40.000 bezoekers per jaar om vervolgens weer terug te zakken tot ongeveer 20.000 tussen 2015 en 2018.
De exploitatie van het museum lag in handen van Libéma. Deze had vooraf gerekend op een hoger bezoekersaantal. De exploitatie bleef echter verliesgevend. Het Stripmuseum ging daarop in overleg om de mogelijkheden voor een fusie te bespreken met Museum Meermanno in Den Haag. Nadat deze op niets uitliepen, werd in 2011 na overleg besloten om het museum in de toekomst in Forum Groningen in een kleinere behuizing te hervestigen om de exploitatie beter rendabel te kunnen maken.
Op 25 april 2014 werd door Libéma aangekondigd dat het Nederlands Stripmuseum per 1 mei 2014 zijn deuren zou sluiten, omdat Libéma niet langer voor de kosten wilde opdraaien. De gemeente en een lokale ondernemersvereniging besloten daarop om te komen met een krediet om de tijd tot de huisvesting in het forum te kunnen overbruggen. Het Nederlands Stripmuseum maakte daarop een doorstart en stond met behulp van de Groninger City Club op eigen benen.
De geplande naam Storyworld stuitte op verzet van voormalig directeur Brink, die de naam Nederlands Stripmuseum een veel sterkere naam vond aangezien de naam Storyworld niet naar strips verwijst. Volgens Hans Poll, de directeur marketing en programmering van het Groninger Forum, paste deze naam echter beter bij nieuwe museum, dat zich minder op strips en ook op computerspellen en animaties wilde gaan richten. Het nieuwe museum zal echter meer dan halveren in oppervlakte (700 versus 2000 vierkante meter), maar wel meer ruimte hebben voor tijdelijke tentoonstellingen. Voor strips is nog maar 200 vierkante meter beschikbaar, ongeveer een tiende van het oude stripmuseum. Brink stelde dat als hij en het bestuur van het Stripmuseum dit vooraf hadden geweten, ze niet met de plannen voor verhuizing zouden hebben ingestemd. Later werd deze stemming milder toen duidelijk werd dat een dergelijk museum in Nederland vanwege de hoge kosten (de jaarlijkse benodigde gelden werden geschat op 150.000 euro exclusief huisvestingskosten) nooit levensvatbaar zou zijn geweest. Dit werd nog onderstreept door het faillissement van het Strips! Museum in Rotterdam.
Op 2 maart 2019 werd het museum gesloten om eind 2019 in een andere vorm in het nieuwe Forum Groningen te heropenen. De stichting achter het museum besloot om de stripcollectie van naar schatting 200.000 items over te brengen naar de Groninger Archieven. Beno Hofman schreef een boek over het museum.

## Tentoonstelling
In het museum zijn onder meer de volgende striphelden afgebeeld geweest:
- Agent 327
- Appie Happie
- Avatar
- Barbaraal
- Beestjes
- Dip & Dap
- DirkJan
- Donald Duck
- Dora
- Eric de Noorman
- F.C. Knudde
- Gr'nn
- Jan, Jans en de kinderen
- Kuifje
- Ollie B. Bommel
- Paulus de boskabouter
- Pipo de Clown
- Sigmund
- Spongebob
- Suske en Wiske
- Woutertje Pieterse